# Sacha Horler
Sacha Horler es una actriz australiana, conocida por haber interpretado a Helen Manoufis en la serie Grass Roots.

## Biografía
Es hija de Ken Horler y Lilian Horler ambos abogados y cofundadores de la compañía Nimrod Theatre a principios de la década de 1970 junto a John Bell y Richard Wherrett.
En 1993 se graduó de la prestigiosa escuela National Institute of Dramatic Art "NIDA" con un grado en actuación.
Horler es muy buena amiga de la actriz Claudia Karvan.
Sacha está casada con Nick Galea, un director de cuentas de contabilidad, con quien tiene dos hijos Raoul y Evangeline Galea.

## Carrera
En 1996 dio vida a Christine Martin en la serie policíaca Water Rats.
En 1998 obtuvo un pequeño papel en la película Babe: Pig in the City.
En el 2003 apareció como invitada en la exitosa serie de ciencia ficción Farscape donde dio vida a Morrock. 
En el 2009 interpretó a Collette Harris en la serie médica All Saints. 
Ese mismo año participó como jurado en el festival de cine de Edinburgh.
En el 2010 apareció como invitado en las series Rake donde interpretó a la abogada Annie Murray y en la serie Offspring donde dio vida a Stacey. Ese mismo año prestó su voz para el personaje de Strix Struma, un miembro del gran árbol Ga'Hoole en la película Ga'Hoole: la leyenda de los guardianes.
En el 2012 apareció como invitada en la serie de danza Dance Academy donde dio vida a Anthea Armstrong, la madre de Abigail Armstrong (Dena Kaplan). Ese mismo año apareció en la película Beaconsfield donde interpretó a Rachel Webb, la esposa de Brant Webb (Shane Jacobson), un minero quien junto a dos compañeros quedan atrapados luego de que la mina en donde trabajaban se derrumbara, la película cuenta la historia verdadera ocurrida en el 2006 en una mina de Beaconsfield.
En febrero del 2014 se unirá al elenco de la nueva serie de ocho partes The Moodys donde interpretará a Yvonne Tisdale, el nuevo interés romántico de Terry Moody (Darren Gilshenan); la serie es la secuela de la serie A Moody Christmas.
En agosto del 2015 se anunció que Sacha se había unido al elenco principal de la nueva miniserie política de seis partes The Secret City's donde interpretará a la jefa del gabinete del primer ministro Ludie Sypek. En la miniserie compartirá créditos con los actores Anna Torv, Dan Wyllie, Alan Dale, Jacki Weaver y Damon Herriman, y se espera sea estrenada en marzo del 2016.
El 1 de diciembre de 2016 se unió al elenco recurrente de la popular serie australiana Home and Away donde dará vida a Ranae Turner, la nueva oficial de testigos de los Morgan, que en realidad es una oficial corrupta que está con el sindicato, hasta principios del 2017 después de que su personaje fuera arrestado por sus crímenes.

## Filmografía

### Series de televisión
| Año             | Título                 | Personaje                    | Notas                                   |
| --------------- | ---------------------- | ---------------------------- | --------------------------------------- |
| 2018 - presente | Sando                  | Victoria "Sando" Sandringham | 6 episodios                             |
| 2016 - presente | Secret City            | Ludie Sypek                  | 12 episodios - miniserie                |
| 2017            | The Letdown            | Ester                        | 6 episodios                             |
| 2016 - 2017     | Home and Away          | Ranae Turner                 | 7 episodios                             |
| 2016            | The Kettering Incident | Barbara Holloway             | 8 episodios                             |
| 2016            | Jack Irish             | Alli Aquaro                  | 4 episodios                             |
| 2010, 2016      | Offspring              | Stacey Jordan                | 4 episodios                             |
| 2015 - 2016     | No Activity            | Voces Adicionales            | 9 episodios                             |
| 2015            | Catching Milat         | Karen Milat                  | episodio # 1.2 - miniserie              |
| 2014            | Old School             | Rhonda                       | episodio # 1.2                          |
| 2014            | The Moodys             | Yvonne Tisdale               | 6 episodios                             |
| 2012            | Dance Academy          | Anthea Armstrong             | 3 episodios                             |
| 2011            | Crownies               | Virginia Gardiner            | 5 episodios                             |
| 2011            | Small Time Gangster    | Cathy Piccolo                | 8 episodios                             |
| 2010            | Rake                   | Annie Murray                 | episodio "R vs Murray"                  |
| 2009            | My Place               | Elsie                        | episodio "1898 Rowley"                  |
| 2009            | Rescue Special Ops     | Amanda Jackson               | episodio "Rescue in the Blue Mountains" |
| 2009            | All Saints             | Collette Harris              | episodio "Day One"                      |
| 2006            | Love My Way            | P.K.                         | 8 episodios                             |
| 2006            | HeadLand               | Julie Palermo                | 8 episodios                             |
| 2003            | CrashBurn              | Abby                         | 13 episodios                            |
| 2000 - 2003     | Grass Roots            | Helen Manoufis               | 15 episodios                            |
| 2003            | Farscape               | Prisionero Morrock           | episodio "Prayer"                       |
| 2002            | Halifax f.p.           | Karen Oldfield               | episodio "Takes Two"                    |
| 2001            | Changi                 | Nerida                       | episodio "Gordon's Will" - miniserie    |
| 1998            | Murder Call            | Elspeth                      | episodio "More Than Meets the Eye"      |
| 1996            | Water Rats             | Christine Martin             | episodio "Bad Blood"                    |

### Películas
| Año  | Título                                 | Personaje          | Notas |
| ---- | -------------------------------------- | ------------------ | --- |
| 2017 | A Few Less Men                         | Ruth               | junto a Xavier Samuel, Ryan Corr, Deborah Mailman, Saskia Hampele, Shane Jacobson y Liam Graham               |
| 2012 | Beacosfield                            | Rachel Webb        | junto a Shane Jacobson, Lachy Hulme, Cameron Daddo, Anthony Hayes y Michala Banas                             |
| 2010 | Ga'Hoole: la leyenda de los guardianes | Strix Struma       | junto a Joel Edgerton, Anthony LaPaglia, David Wenham, Ryan Kwanten y Hugo Weaving                            |
| 2010 | Hawke                                  | Jean Sinclair      | junto a Richard Roxburgh, Rachael Blake, Felix Williamson, Asher Keddie, Lliam Amor y Josh Lawson             |
| 2010 | Savages Crossing                       | Shae               | junto a Chris Haywood, John Jarratt, Craig McLachlan y Jessica Napier                                         |
| 2009 | My Year Without Sex                    | Natalie            | junto a Portia Bradley, Matt Day, William McInnes y Roger Oakley                                              |
| 2005 | BlackJack: Ace Point Game              | Angie              | junto a Marta Dusseldorp, Gigi Edgley, Colin Friels, Inge Hornstra, Craig McLachlan y Doris Younane           |
| 2005 | Look Both Ways                         | Linda              | junto a Justine Clarke, Daniela Farinacci, William McInnes y Anthony Hayes                                    |
| 2005 | The Illustrated Family Doctor          | Carol Kelp         | junto a Samuel Johnson, Colin Friels, Jessica Napier y Kestie Morassi                                         |
| 2004 | Go Big                                 | Miles Dobbie       | junto a Justine Clarke, Alex Dimitriades, Felix Williamson, Geoff Morrell y Tony Barry                        |
| 2003 | Syntax Error                           | Lauren             | corto - junto a Helmut Bakaitis, Kim Cooper, Anthony Simcoe y Josh Quong Tart                                 |
| 2003 | Travelling Light                       | Bronwyn White      | junto a Tim Draxl, Marshall Napier, Kestie Morassi, Anna Torv y Pia Miranda                                   |
| 2002 | Secret Bridesmaids' Business           | Lucy Dean          | junto a Helen Dallimore, Vince Colosimo y Rebecca Frith                                                       |
| 2001 | Russian Doll                           | Liza               | junto a Hugo Weaving, David Wenham, Rebecca Frith, Laurie Foell, Helen Dallimore y Todd Worden                |
| 2000 | Walk the Talk                          | Bonita             | junto a Salvatore Coco, Robert Coleby, David Franklin y Bille Brown                                           |
| 2000 | My Mother Frank                        | Margaret           | junto a Sinéad Cusack, Sam Neill, Matthew Newton, Rose Byrne, Celia Ireland, Melissa Jaffer y Nicholas Bishop |
| 1999 | Soft Fruit                             | Nadia              | junto a Jeanie Drynan, Linal Haft, Russell Dykstra y Geneviève Lemon                                          |
| 1998 | Babe: Pig in the City                  | Enfermera Nocturna | junto a Magda Szubanski, Nathan Kress y James Cromwell                                                        |
| 1998 | Praise                                 | Cynthia            | junto a Joel Edgerton, Peter Fenton, Marta Dusseldorp, Damon Herriman y Jason Clarke                          |
| 1997 | Blackrock                              | Maestra            | junto a Chris Haywood, Justine Clarke, Essie Davis, Bojana Novakovic, John Howard y Geoff Morrell             |
| 1995 | Billy's Holiday                        | Kristin            | junto a Max Cullen, Drew Forsythe, Geneviève Lemon, Richard Roxburgh, Rachael Coopes y Maggie Kirkpatrick     |

### Apariciones
| Año  | Programa     | Notas                         |
| ---- | ------------ | ----------------------------- |
| 2014 | Black Comedy | 2 episodios (elenco invitado) |

### Narradora
| Año  | Programa           | Notas                   |
| ---- | ------------------ | ----------------------- |
| 2010 | Angels in New York | 4 episodios - narradora |

### Equipo misceláneo
| Año  | Título         | Notas                            |
| ---- | -------------- | -------------------------------- |
| 2003 | Japanese Story | participante del taller de guion |

### Teatro
| Año  | Obra                       | Personaje       | Director (a)     | Teatro              | Notas                                                                    |
| ---- | -------------------------- | --------------- | ---------------- | ------------------- | ------------------------------------------------------------------------ |
| 2013 | Other Desert Cities        | Brooke Wyeth    | Sam Strong       | Southbank Theatre   | junto a Robyn Nevin, Ian Meadows, John Gaden y Sue Jones                 |
| 2012 | Mariage Blanc              | Tía             | Sarah Giles      | Sydney Theatre      | junto a Peter Kowitz, Lucia Mastrantone, Katie McDonald, Sean O'Shea     |
| 2009 | God of Carnage             | Veronica Vallon | Gale Edwards     | Drama Theatre       | junto a Russell Dykstra, Marcus Graham y Helen Thomson                   |
| 2009 | The Removalists            | Kate Mason      | Wayne Blair      | -                   | junto a Danny Adcock, Alan Flower, Ashley Lyons y Eve Morey              |
| 2006 | Peribanez                  | -               | Neil Armfield    | York Theatre        | junto a Leeanna Walsman, Nathaniel Dean, Socratis Otto y Nathan Page     |
| 2002 | Svetlana in Slingbacks     | -               | Kate Gaul        | Belvoir St. Theatre | junto a Kristof Kaczmarek, Tim Richards, Justin Smith y Rachel Szalay    |
| 2001 | Hamlet                     | -               | Jason Clarke     | Belvoir St. Theatre | junto a Jerome Ehlers, Anthony Phelan y Jeremy Sims                      |
| 2001 | Three Sisters              | -               | Benedict Andrews | Drama Theatre       | junto a Paula Arundell, Rose Byrne, Anthony Phelan y Robert Menzies      |
| 2000 | Life After George          | -               | Marion Potts     | -                   | junto a Nadine Garner, Geoff Morrell, Melissa Jaffer y Robyn Nevin       |
| 1998 | Diving For Pearls          | -               | Adam Cook        | Ensemble Theatre    | junto a Danny Adcock, Cornelia Francis, Deborah Kennedy y Steve Rodgers  |
| 1997 | Pygmalion                  | Eliza           | Marion Potts     | Glen St. Theatre    | junto a Helmut Bakaitis, Anita Hegh, Melissa Jaffer y Felix Williamson   |
| 1996 | Playgrounds                | -               | Marion Potts     | -                   | junto a Camilla Ah Kin, Annie Byron, Paul Capsis y Jamie Jackson         |
| 1995 | The Quartet from Rigoletto | -               | George Ogilvie   | Ensemble Theatre    | junto a Danielle Carter, Warren Coleman, Adriano Cortes y Katrina Foster |
| 1994 | Then the Mountain Comes    | -               | Yaron Lifschitz  | -                   | junto a Hugh Baldwin y Blazey Best                                       |
| 1994 | Blue Murder                | Rose            | -                | Belvoir St Theatre  | junto a Lucy Bell, Jacek Koman y Rebecca Frith                           |
| 1994 | Short Circuits             | -               | Melissa Bruce    | -                   | junto a Tyler Coppin, Geoff Morrell y David James                        |
| 1993 | A Midsummer Night's Dream  | -               | Lindy Davies     | -                   | junto a Charlotte Alexander, Ian Bliss, Gerard Carroll y David Davies    |
| 1992 | A Pocketful of Hula Dreams | -               | Patrick Nolan    | -                   | junto a Toni Collette, Scott Saunders y Felix Williamson                 |

## Premios y nominaciones
| Año  | Categoría                                                                  | Premio      | Película/Serie               | Resultado |
| ---- | -------------------------------------------------------------------------- | ----------- | ---------------------------- | --------- |
| 2016 | Best Guest Or Supporting Actress In A Television Drama                     | AACTA Award | The Kettering Incident       | Nominada  |
| 2010 | Best Guest or Supporting Actress in a Television Drama                     | AFI Award   | Hawke                        | Nominada  |
| 2010 | Best Actor - Female                                                        | FCCA Award  | My Year Without Sex          | Nominada  |
| 2009 | Best Lead Actress                                                          | AFI Award   | My Year Without Sex          | Nominada  |
| 2009 | Best Actress                                                               | IF Award    | My Year Without Sex          | Nominada  |
| 2003 | Best Actress in a Supporting Role                                          | AFI Award   | Travelling Light             | Ganadora  |
| 2003 | Best Actress in a Supporting or Guest Role in a Television Drama or Comedy | AFI Award   | Grass Roots                  | Nominada  |
| 2003 | Best Actress in a Supporting or Guest Role in a Television Drama           | AFI Award   | Secret Bridesmaids' Business | Nominada  |
| 2000 | Best Performance by an an Actress in a Supporting Role                     | AFI Award   | Russian Doll                 | Nominada  |
| 2000 | Best Actor - Female                                                        | FCCA Award  | Praise                       | Ganadora  |
| 2000 | Best Supporting Actor - Female                                             | FCCA Award  | Soft Fruit                   | Nominada  |
| 1999 | Best Performance by an Actress in a Leading Role                           | AFI Award   | Praise                       | Ganadora  |
| 1999 | Best Performance by an an Actress in a Supporting Role                     | AFI Award   | Soft Fruit                   | Ganadora  |